# Миронович, Евгений Васильевич
Евгений Васильевич Мироно́вич (пол. Eugeniusz Mironowicz, бел. Яўген Васільевіч Мірановіч; род. 2 сентября 1955 года) — польский и белорусский историк, педагог, общественный деятель. Доктор исторических наук (Dr. habil.) (2000), профессор (2009).

## Биография
Родился в крестьянской семье в деревне Алексичи Белостокского повята Подляского воеводства Республики Польша.
Окончил гуманитарный факультет филиала Варшавского университета в Белостоке (1980). В 1990 году защитил кандидатскую диссертацию (PhD) (факультет журналистики и политических наук, Варшавский университет; «Белорусское национальное меньшинство в Народной Польше (1944—1949)»). В 2000 году защитил докторскую диссертацию (Dr. habil.) (исторический факультет, Варшавский университет; «Национальная политика Польской Народной Республики»).
В 1980—1992 годах работал учителем лицея в Супрасле. С 1992 года — главный редактор, в 1997—2002 годах — глава редакционной коллегии белорусской ежедневной газеты в Польше «Ніва». С 1995 года — главный редактор белорусского исторического журнала в Польше Białoruskie Zeszyty Historyczne.
С 1997 года преподает в Белостокском университете, в 2009 году получил звание профессора Белостокского университета, являлся заведующим кафедрой белорусской культуры на филологическом факультете Белостокского университета.

## Научная деятельность
Занимается исследованием истории белорусского национального меньшинства в Польше, белорусско-польских взаимосвязей, вопросов национальной политики в ПНР, новейшей истории Белоруссии и Польши.

## Общественная деятельность
Активный участник политической и культурной жизни белорусского национального меньшинства в Польше. Являлся одним из основателей Белорусского демократического объединения в Польше (1990) и Белорусского исторического общества в Польше.
В 1988—1990 годах — член воеводского народного совета Подляшья. В 1989 году участвовал в избирательной кампании в Сейм по списку Белорусского Избирательного Комитета.